# Ludvig Kockum
Carl Ludvig Paulus Kockum i riksdagen kallad Kockum i Bulltofta, född 15 maj 1835 i Västra Skrävlinge socken, Malmöhus län, död där 2 april 1905, var en svensk godsägare, kommunalpolitiker och riksdagsman. 

## Biografi
Kockum blev student vid Lunds universitet 1852, studerade vid lantbruksakademien Eldena vid Greifswald 1855–1856 och var från 1857 verksam som godsägare på Bulltofta gård. Han var vice ordförande i Malmöhus läns hushållningssällskap 1895–1897 och ordförande 1897–1903, ledamot i styrelsen för Alnarps lantbruksinstitut 1891–1902 och i styrelsen för Skånska hypoteksföreningen från 1898. Han var ledamot i Sjöförsvarskommittén 1880–1882, i kommittén angående åvägabringande av ångfärjeförbindelse mellan Sverige och Själland 1884 och i kommittén angående beredande av förlagskapital för jordbruksidkare 1886. 
Kockum var ledamot av riksdagens första kammare 1876–1885 och 1887–1896, invald i Malmöhus läns valkrets. I riksdagen skrev han 3 egna motioner om tullfrihet för majs och om smörkontroll.

## Utmärkelser[15]
- Riddare av Vasaorden, 1872
- Riddare av Nordstjärneorden, 1881
- Riddare av Dannebrogorden, 1881
- Kommendör av Vasaorden, andra klassen, 1891
- Kommendör av Vasaorden, första klassen, 1896
- Hedersledamot i Lantbruksakademien, 1899.

## Familj
Kockum var son till Johan Daniel (Jan) Kockum (1787–1854) och Anna Brita Bergh (1794–1867) och barnbarn till  sämskmakarmästaren i Malmö Henrik Kockum (1748–1825).
Ludvig Kockum var gift med Anna Charlotta (Lotten) Halling (1835–1912). Makarna Kockum är begravda på Västra Skrävlinge kyrkogård.